# 喬爾 (喬治亞州)
喬爾（英語：Joel）是位於美國喬治亞州卡洛爾縣的一個非建制地區。該地的面積和人口皆未知。

## 地理
喬爾的座標為33°28′32″N 85°14′17″W / 33.47556°N 85.23806°W，而該地的平均海拔高度為310米（即1017英尺）。